# زارا محمدی
زارا (زهرا) محمدی فعال مدنی، مدرس زبان کردی و عضو انجمن فرهنگی اجتماعی «نوژین» است که در سال ۲۰۲۲ جز ۱۰۰ زن بی‌بی‌سی قرار گرفت. او فارغ‌التحصیل کارشناسی ارشد ژئوپلیتیک است و در شهر سنندج و روستاهای اطراف آن به صورت داوطلبانه به آموزش زبان کردی مشغول بوده‌است. زارا محمدی در خرداد ۱۳۹۸ بازداشت و در تیر ۱۳۹۹ به اتهام تشکیل گروه علیه امنیت کشور به ۱۰ سال حبس محکوم شد. این حکم بعدتر در دادگاه تجدید نظر به پنج سال زندان تبدیل شد. نهایتاً در بهمن ۱۴۰۱ از کانون اصلاح و تربیت سنندج بدون تقاضای عفو و به زور، آزاد شد.

## جایزه زارا
جایزه زارا (به کردی: خەڵاتی زارا) جایزه‌ای است که از سوی بنیاد کردشوپ در سالروز زندانی شدن زارا محمدی به افراد یا سازمان‌هایی اهدا می‌شود که در جهت ارتقای زبان و فرهنگ کردی تلاش شایانی کرده باشند. این جایزه در سال ٢٠٢٣ اعلام وجود کرد و در سال اول به کانون فرهنگی-هنری وژین رسید. این جایزه در سال ٢٠٢٤ به آمنه عمر اهدا شد.